# Белышев, Иван Петрович
Ива́н Петро́вич Бе́лышев (30 июня 1894, Новая Ладога, Санкт-Петербургская губерния — 23 февраля 1942, Ленинград) — русский советский писатель и поэт, автор рассказов и сказок для детей. Сказка «Упрямый котёнок» неоднократно переиздавалась, в 1953 году по ней был поставлен мультфильм «Непослушный котёнок».

## Биография
Родился в военной семье. Его отец был начальником кадетского корпуса. Сам Белышев окончил Николаевский кадетский корпус и военное училище. Участник Первой мировой войны. После революции перешёл на сторону советской власти. До 1927 года служил красным командиром, затем был комиссован по состоянию здоровья.
В Ленинграде он получил высшее техническое образование, работал инженером-металлургом, а позднее — коммерческим директором на различных ленинградских заводах. Кроме того, занимал должность в ленинградском месткоме. Был православным верующим, посещал церковные службы.
Как писатель заявил о себе в начале 1930-х годов, опубликовав несколько детских книг. С 1930 по 1941 гг. плотно сотрудничал с рядом газет и журналов для детей и подростков. Для газеты «Ленинские искры» он вместе с писателем Михаилом Ивановским придумал популярную серию рассказов о приключениях морского капитана Бакборта. Также регулярно печатался в журналах «Чиж» и «Костёр», в основном как автор стихов. Незадолго до войны стал членом Союза писателей.
Великую Отечественную войну встретил в блокадном Ленинграде. В 1941-42 гг. исполнял обязанности директора Дома писателя им. В. В. Маяковского. Продолжал совмещать общественную и писательскую деятельность, выпуская книги для детей, в том числе антифашистские сказки на злобу дня.
В своих воспоминаниях Л. Пантелеев писал:
Несколько месяцев я жил без продуктовых карточек. Зная отношение ко мне Кетлинской, мама боялась идти за так называемой стандартной справкой. Потом пошла. И — первое чудо. В месткоме сидит Иван Петрович Белышев. Он уже знает о моей беде. Не задумываясь, выписывает справку. Через месяц-полтора сам Белышев умер от голода.
Скончался 23 февраля 1942 года. Его дочь Елена Белышева пережила блокаду.
Самые популярные книги писателя — «Тридцать три желания» и «Упрямый котёнок». Последняя была выпущена уже после его смерти, претерпев многочисленные переиздания. В 1953 году режиссёр Мстислав Пащенко поставил по её мотивам мультфильм «Непослушный котёнок».

## Произведения
- Она варит и печёт (стихи для детей). — Л.: Госиздат, 1930. — 10 с.
- Валенки и варежки. — М.: Молодая гвардия, 1931 — 10 с.
- Новый чайник. — Л.: Молодая гвардия, 1931. — 10 с.
- Сто октябрят (стихи для детей младшего возраста). — Л.: Библиотека «Ленинских искр» 1931. — 20 с.
- Едут, едут поезда. — Л: Молодая гвардия, 1931. — 18 с.
- Рыбаки (стихи для дошкольного возраста). — М., Л.: Детиздат, 1937. — 11 с. / М.: Советский График, 1943 и 1945. — 12 с.
- Охота на полуострове. — М.: Костёр, 1939.
- Тридцать три желания. — М.: Детиздат, 1940. — 36 с.
- Рома-лентяй (стихи для дошкольного возраста). — Л.: Пионер, 1940 и 1941. — 12 с.
- Гусёнок. — Л.: Пионер, 1941. — 16 с.
- Двенадцать братьев / Богемская сказка, пересказ и обработка И. Белышева. — Л.: Пионер, 1941. — 24 с.
- Умное перо. — Л., М.: Детгиз, 1945. — 23 с.
- Упрямый котёнок. — Л., М.: Детгиз, 1946, 1948, 1955 и 1958. — 11-12 с. / М.: Алтей-М, 1995. — 23 с. ISBN 5-85037-117-6 / М.: Стрекоза-Пресс, 2007. — 8 с. ISBN 978-5-479-01068-2 / М.: Алтей и Ко: Алтей-Бук, 2015. — 18 с. — ISBN 978-5-9930-1999-4

## Мультипликация
- 1953 — Непослушный котёнок